# Euphorbia officinarum

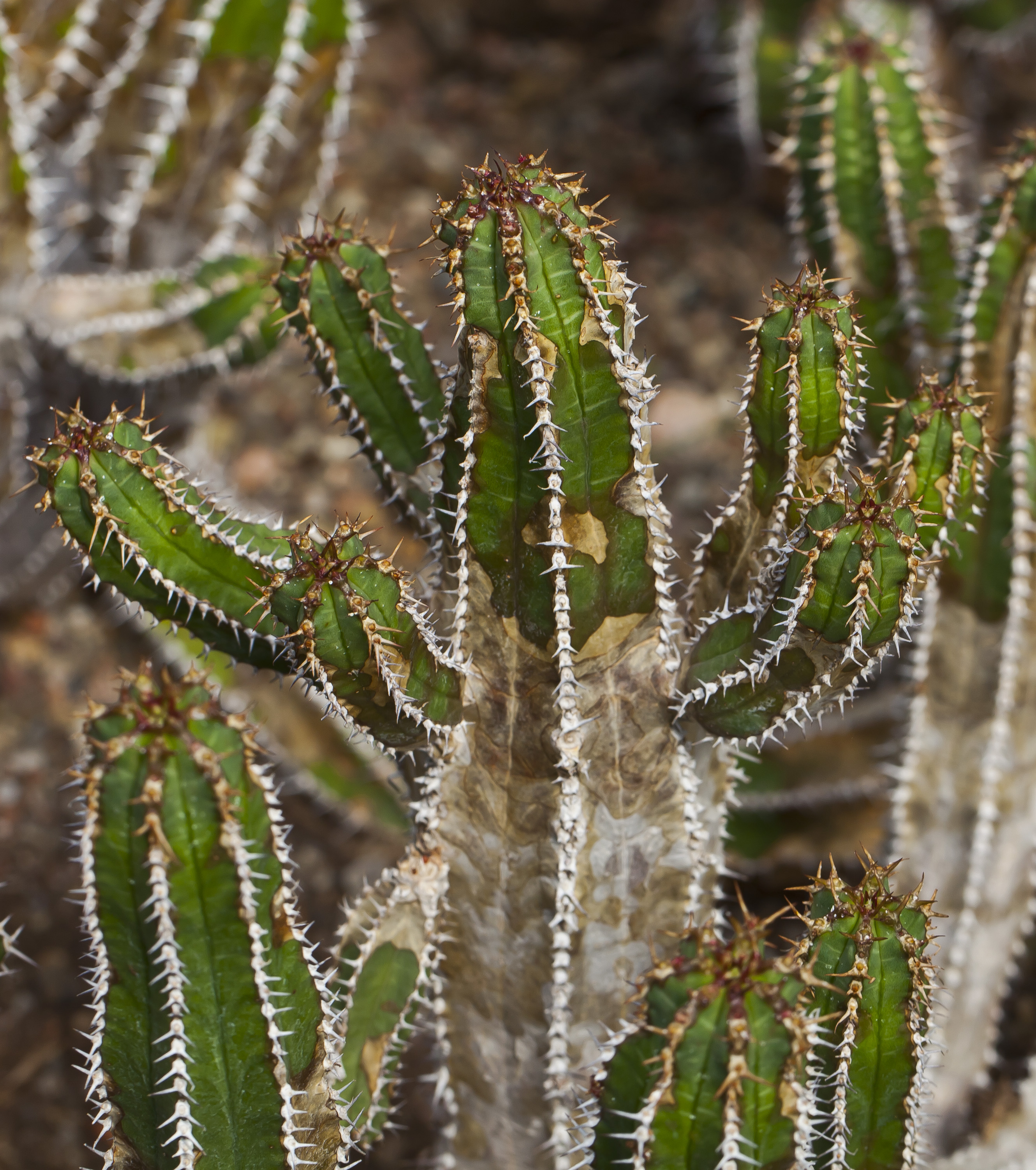
Euphorbia officinarum subsp. echinus, Jardí Botànic de Tallinn (Estònia)

Euphorbia officinarum és una espècie de planta de la família de les Euforbiàcies. És un arbust monoic cactiforme, de fins a 1,5 m i fins i tot més en bones condicions de sòl i clima.

## Descripció
Port generalment hemiesfèric, amb tiges alçades, menys esteses pel sòl que Euphorbia resinifera. Tiges ramoses, sovint més curtes que les branques, de secció estrellada amb 5-10 angles. Espines estipulars molt més desenvolupades que en l'espècie esmentada, fortes, rígides, disposades per parelles sobre els angles, neixen en un escudet oblongo-linear decurrent que forma una línia contínua al llarg de l'angle. Fulles reduïdes a diminuts tubercles situats sobre les espines. Inflorescències més o menys pedunculades, amb 1-5 ciatis, disposades en la meitat superior de les branques. Ciatis laterals hermafrodites; ciatio central generalment masculí, que sol madurar i desprendre's abans que els laterals. El ciati en el seu conjunt pot ser de groc a vermell-porpra, segons les subespècies. El fruit és una càpsula subglobosa de 2,5-5 x 2,2-4 mm, amb pedicel de verdós a vermell-porpra. Floreix d'estiu a tardor i fructifica des del final d'estiu i al llarg de la tardor.

## Hàbitat
Terrenys molt diversos de baixa i mitja altitud, des del nivell del mar a 1900 m, en ambient àrid, però amb humitat atmosfèrica relativament alta a causa de la influència oceànica.

## Distribució
Endemisme del nord d'Àfrica. Zona macaronèsica continental i Sàhara occidental. La subespècie officinarum és un endemisme de la regió macaronèsica marroquí, mentre que la subespècie echinus té una distribució molt més àmplia, ja que viu millor en zones semidesèrtiques: el seu límit nord és el riu Sous, arribant pel Sàhara occidental fins a la regió de Zemmour.

## Taxonomia
Euphorbia officinarum va ser descrita per Linné i publicada a Species Plantarum 451. 1753.

### Etimologia
- Euphorbia: nom genèric que deriva del metge grec del rei Juba II de Mauritània (52 a 50 aC - 23), Euphorbus, en el seu honor – o fent al·lusió al seu gran ventre – ja que usava mèdicament Euphorbia resinifera. El 1753 Linné va assignar el nom a tot el gènere.[4]
- officinarum: epítet llatí que significa "planta medicinal de venda a herbaris".[5]

### Subespècies i varietats
- Euphorbia officinarum subsp. echinus
- Euphorbia officinarum subsp. officinarum
- Euphorbia officinarum var. beaumieriana[6]

### Sinonímia
- Tithymalus officinarum (L.) H.Karst.
- Euphorbia officinarum var. genuina[6]